# Centruroides villegasi
Espèce
Centruroides villegasi est une espèce de scorpions de la famille des Buthidae.

## Distribution
Cette espèce est endémique du Guerrero au Mexique. Elle se rencontre vers Chilapa de Álvarez.

## Description
Le mâle holotype mesure 51,40 mm, les mâles mesurent de 42,52 à 51,40 mm et les femelles de 42,41 à 46,70 mm.

## Étymologie
Cette espèce est nommée en l'honneur d'Ascencio Villegas Arrizôn.

## Publication originale
- Baldazo-Monsivaiz, Ponce-Saavedra & Flores-Moreno, 2013 : « Una especie nueva de alacrán del género Centruroides de importancia médica (Scorpiones: Buthidae) del estado de Guerrero, México. » Revista Mexicana de Biodiversidad, vol. 84, no 1, p. 100-116 (texte intégral).